# Roberto Mollá
Roberto Mollá Figueres es un pintor español nacido en 1966 en Valencia.

## Biografía
Expone en Tokio desde 1994, ciudad en la que ha realizado 15 exposiciones colectivas y 8 individuales en lugares como la Kobo Chika Gallery, el Tozai Bunka Center, el Instituto Cervantes o la embajada de España en Tokyo. Durante 1996 y 1997 fue artista residente en Marunuma Geijutsu no mori (Asaka) junto a artistas como Takashi Murakami, Mr. o Patrick Martínez. En 2002 residió en Moriya becado por la Prefectura de Ibaraki y el programa Art Visual de la Generalitat Valenciana. La ciudad de Tokio y el arte japonés del mundo flotante ha inspirado algunas de sus exposiciones como En la ciudad nerviosa o Interlineado en Minowa. 
En 2002 comienza a exponer con asiduidad en los Estados Unidos integrado en el grupo de artistas representado por Christina Ray Gallery de Nueva York (antes Glowlab). Junto a Mark Price, Swoon o Michael Zelehoski comparte un común interés por las imágenes generadas por el espacio urbano, la arquitectura y el concepto de deriva. En 2010 Mollá ganó el People’s Choice Award de la feria PULSE de Nueva York.
En España ha participado en más de 50 exposiciones colectivas e individuales en galerías como Gabinete de Dibujos (València), My Name is Lolita (Madrid), Nuble (Santander) o Sala de eStar (Sevilla). Junto a otros compañeros de generación como Teresa Tomás, Joel Mestre, Charris o Paco de la Torre participó en la exposición itinerante Pieza a pieza, una reivindicación del pequeño formato y de la pintura como oficio que fue comisariada por Dis Berlin. Es artista colaborador en el Gabinete de Dibujos desde 2020, donde ha realizado las exposiciones individuales El cazador de extraterrestres (2022), basada en la novela de A.G. Porta, y Hello image (2025), una referencia a la música post-punk.
Sin abandonar las exposiciones individuales, en 2007 Roberto Mollá funda junto con Juan Cuéllar, Encapsulados, un proyecto dedicado al comisariado de exposiciones de arte portátil. Encapsulados ha realizado hasta la fecha una docena de exposiciones en ciudades como Tokio, Cartagena, Miami, Nueva York, Berlín, Sevilla, Hanoi, Pekín o Seul entre otras. Asimismo, y también con Juan Cuéllar, ha comisariado la exposición itinerante Arquitecturas pintadas que se expuso en Berlín, Varsovia, Praga, Bucarest y Évora. En 2023 comisariaron la esposición Campus, arquitectura universitaria en la pintura contemporánea.

## Obra
Desde 1996 los dibujos de Roberto Mollá se caracterizan por el uso del papel milimetrado, una superficie que ha aportado objetividad y control a sus trabajos más técnicos. También su pintura se origina en bocetos desarrollados sobre papel pautado por lo que puede decirse que la trama está implícita en la tela, bajo la pintura. Con herramientas básicas del dibujo técnico Roberto Mollá dibuja escenarios inspirados por igual en la arquitectura tradicional japonesa y en el constructivismo ruso; en las ilustraciones del naturalista Haeckel y en la pintura modular de los años 60 de Manuel Barbadillo o Julio Le Parc.
En ese escenario, al mismo tiempo fluido y sometido a la geometría de la cuadrícula, están situados sus últimos trabajos que, recreándose en los mencionados juegos geométricos, adoptan la estrategia creativa de moverse entre mundos contrarios y tiempos diversos. Según Shepard Fairey, en la obra de Mollá "la tensión entre todos esos elementos es fascinante. De inmediato se ve que son gráficamente impactantes, pero tienen también esa meticulosa sutileza que es simplemente hermosa”. De ese entorno propio e imprevisible surge su serie, Tamatori (2010), directamente inspirada en la leyenda de una famosa buceadora mitológica japonesa.

## Colecciones y museos
- Colección Universitat de València
- Colección Generalitat Valenciana.[11]
- Colección ARS FUNDUM.[12]
- Colección DKV
- Colección de Pintura de la UNED.
- Universidad Politécnica de Valencia
- Junta de Extremadura
- Fundación Jiménez-Arellano. Valladolid
- Ministerio de Asuntos Exteriores. Embajada de España en Tokio
- AG Rosen Collection. Massachusetts
- Marunuma Art Park Collection. Asaka
- Colección Ars Citerior